# 자유지수
자유지수(自由指數)는 여러 비정부 기구들로부터 발표되며, 이들 기구들은 그들이 정의한 바에 따른 세계의 자유 상태를 지속적으로 평가하며, 각 나라들을 시민적 자유, 정치적 권리, 경제적 권리 등을 포함한 다양한 자유의 기준을 사용하여 자유, 부분 자유, 부자유 등으로 순위를 매긴다.

## 중요 지수
- 세계 자유 지수 (Freedom in the World) - 미국에 본사를 둔 프리덤 하우스가 1972년부터 매년 출판하고 있다. 국가간 등급은 상당 부분 세계 인권 선언에서 유래된 정치적 권리와 시민자유로 평가한다. 각 국가는 'free'(자유)', 'partly free'(부분 자유), 'Unfree'(부자유)로 평가된다.[1]
- 언론 자유 지수 (Worldwide Press Freedom Index) - 프랑스에 본사를 둔 국경 없는 기자회에서 2002년부터 매년 출판하고 있다. 각 국가는 'good situation'(좋은 상황), 'satisfactory situation(만족할 만한 상황), 'noticeable problems'(뚜렷한 문제 있음), 'difficult situation'(어려운 상황), 'very serious situation'(매우 심각한 상황)으로 평가된다.[2]
- 출판 자유 (Freedom of the Press) - 프리덤 하우스에서 1980년 이후 매년 출판하고 있다.
- 세계의 자유 지수 (Index of Freedom in the World) - 캐나다의 프레이저 연구소(Fraser Institute), 독일의 리베랄레스(Liberales) 연구소, 미국의 카토 연구소(Cato Institute)에서 출판하는 고전적 시민 자유의 평가 지수이다.[3]
- 민주주의 지수 (Democracy Index) - 영국에 본사를 두고 있는 이코노미스트 인텔리전스 유닛이 출판하는 국가들의 민주주의 평가 지수이다. 각 국가들은 'Full Democracies'(완전 민주주의), 'Flawed Democracies'(결함있는 민주주의), 'Hybrid Regimes'(혼합체제), 'Authoritarian regimes'(권위주의 체제)로 등급이 매겨진다. 완전 민주주의, 결함있는 민주주의, 혼합체제 정권은 민주주의로, 권위주의 체제는 독재적인 것으로 간주된다. 민주주의 지수는 다원성, 시민자유, 정치문화를 평가하는 5개 범주의 60개 지표에 근거한다.[4]
- 행정 조직 자료 시리즈 (Polity data series) - 정치 과학 연구에 폭넓게 사용되는 자료 시리즈다. 1800년에서 2006년까지의 정권의 권한의 특징과 인구 50만 명 이상의 모든 자치주의 변화에 대한 코드화된 연간 정보를 담고 있다. 특정 주의 민주주의 등급은 해당 주의 선거의 경쟁, 개방, 참여도 등에 기초한 평가로 결정한다. 자료의 작성에는 미국 중앙정보국이 자금을 대는 'Political Instability Task Force'(정치적 불안정 프로젝트 팀, PITF)의 후원을 받는다. 단, 보고서의 관점은 저자 개인의 것으로, 미국 정부의 관점이 아니다.
- 경제 자유 지수 (Index of Economic Freedom) - 월 스트리트 저널과 미국에 본사를 둔 헤리티지 재단에서 출간하는 연례 보고서이다. 각 국가는 'free'(자유), 'mostly free'(대체로 자유), 'moderately free'(중간 자유), 'mostly unfree'(대체로 부자유), 'repressed'(억압)으로 평가된다.[5]
- 세계의 경제적 자유 지수 (Economic Freedom of the World Index) - 이는 캐나다의 프레이저 연구소에서 독립 연구 그룹인 'Economic Freedom Network'(경제적 자유 네트워크)와 90개의 국가와 지역의 교육 연구소와 함께 출판하는 보고서이다.

## 연간 통계
다음은 세계 각국에 대한 지수들을 통계를 표로 정리한 것이다. 정확한 순위는 각 지수의 문서 참고.
| 지수         | 단계      | 단계      | 단계      | 단계      | 단계      | 단계      | 단계      | 단계      | 단계      | 단계      | 단계      | 단계      | 단계             | 단계             | 단계             | 단계             | 단계             | 단계             | 단계             | 단계             | 단계             | 단계             | 단계             | 단계             | 단계             | 단계             | 단계             | 단계             | 단계             | 단계             | 단계             | 단계             | 단계             | 단계             | 단계             | 단계             | 단계          | 단계          | 단계          | 단계          | 단계          | 단계          | 단계          | 단계          | 단계          | 단계          | 단계          | 단계          | 단계             | 단계             | 단계             | 단계             | 단계             | 단계             | 단계             | 단계             | 단계             | 단계             | 단계             | 단계             |
| ------------ | --------- | --------- | --------- | --------- | --------- | --------- | --------- | --------- | --------- | --------- | --------- | --------- | ---------------- | ---------------- | ---------------- | ---------------- | ---------------- | ---------------- | ---------------- | ---------------- | ---------------- | ---------------- | ---------------- | ---------------- | ---------------- | ---------------- | ---------------- | ---------------- | ---------------- | ---------------- | ---------------- | ---------------- | ---------------- | ---------------- | ---------------- | ---------------- | ------------- | ------------- | ------------- | ------------- | ------------- | ------------- | ------------- | ------------- | ------------- | ------------- | ------------- | ------------- | ---------------- | ---------------- | ---------------- | ---------------- | ---------------- | ---------------- | ---------------- | ---------------- | ---------------- | ---------------- | ---------------- | ---------------- |
| 세계자유지수 | 자유      | 자유      | 자유      | 자유      | 자유      | 자유      | 자유      | 자유      | 자유      | 자유      | 자유      | 자유      | 자유             | 자유             | 자유             | 자유             | 자유             | 자유             | 자유             | 자유             | 부분 자유        | 부분 자유        | 부분 자유        | 부분 자유        | 부분 자유        | 부분 자유        | 부분 자유        | 부분 자유        | 부분 자유        | 부분 자유        | 부분 자유        | 부분 자유        | 부분 자유        | 부분 자유        | 부분 자유        | 부분 자유        | 부분 자유     | 부분 자유     | 부분 자유     | 부분 자유     | 부자유        | 부자유        | 부자유        | 부자유        | 부자유        | 부자유        | 부자유        | 부자유        | 부자유           | 부자유           | 부자유           | 부자유           | 부자유           | 부자유           | 부자유           | 부자유           | 부자유           | 부자유           | 부자유           | 부자유           |
| 경제자유지수 | 자유      | 자유      | 자유      | 자유      | 자유      | 자유      | 자유      | 자유      | 자유      | 자유      | 자유      | 자유      | 대체로 자유      | 대체로 자유      | 대체로 자유      | 대체로 자유      | 대체로 자유      | 대체로 자유      | 대체로 자유      | 대체로 자유      | 대체로 자유      | 대체로 자유      | 대체로 자유      | 대체로 자유      | 중간 자유        | 중간 자유        | 중간 자유        | 중간 자유        | 중간 자유        | 중간 자유        | 중간 자유        | 중간 자유        | 중간 자유        | 중간 자유        | 중간 자유        | 중간 자유        | 대체로 부자유 | 대체로 부자유 | 대체로 부자유 | 대체로 부자유 | 대체로 부자유 | 대체로 부자유 | 대체로 부자유 | 대체로 부자유 | 대체로 부자유 | 대체로 부자유 | 대체로 부자유 | 대체로 부자유 | 억압             | 억압             | 억압             | 억압             | 억압             | 억압             | 억압             | 억압             | 억압             | 억압             | 억압             | 억압             |
| 언론자유지수 | 좋은 상황 | 좋은 상황 | 좋은 상황 | 좋은 상황 | 좋은 상황 | 좋은 상황 | 좋은 상황 | 좋은 상황 | 좋은 상황 | 좋은 상황 | 좋은 상황 | 좋은 상황 | 만족할 만한 상황 | 만족할 만한 상황 | 만족할 만한 상황 | 만족할 만한 상황 | 만족할 만한 상황 | 만족할 만한 상황 | 만족할 만한 상황 | 만족할 만한 상황 | 만족할 만한 상황 | 만족할 만한 상황 | 만족할 만한 상황 | 만족할 만한 상황 | 뚜렷한 문제 있음 | 뚜렷한 문제 있음 | 뚜렷한 문제 있음 | 뚜렷한 문제 있음 | 뚜렷한 문제 있음 | 뚜렷한 문제 있음 | 뚜렷한 문제 있음 | 뚜렷한 문제 있음 | 뚜렷한 문제 있음 | 뚜렷한 문제 있음 | 뚜렷한 문제 있음 | 뚜렷한 문제 있음 | 어려운 상황   | 어려운 상황   | 어려운 상황   | 어려운 상황   | 어려운 상황   | 어려운 상황   | 어려운 상황   | 어려운 상황   | 어려운 상황   | 어려운 상황   | 어려운 상황   | 어려운 상황   | 매우 심각한 상황 | 매우 심각한 상황 | 매우 심각한 상황 | 매우 심각한 상황 | 매우 심각한 상황 | 매우 심각한 상황 | 매우 심각한 상황 | 매우 심각한 상황 | 매우 심각한 상황 | 매우 심각한 상황 | 매우 심각한 상황 | 매우 심각한 상황 |

## 국가별 목록
| 국가                   | 세계자유지수 2015 | 2015 경제자유지수 | 2015 언론자유지수 |
| ---------------------- | ----------------- | ----------------- | ----------------- |
| 가나                   | 자유              | 중간 자유         | 만족할 만한 상황  |
| 가봉                   | 부자유            | 대체로 부자유     | 뚜렷한 문제 있음  |
| 가이아나               | 자유              | 대체로 부자유     | 뚜렷한 문제 있음  |
| 가자 지구              | 부자유            | 해당 없음         | 어려운 상황       |
| 감비아                 | 부자유            | 대체로 부자유     | 어려운 상황       |
| 과테말라               | 부분 자유         | 중간 자유         | 어려운 상황       |
| 그레나다               | 자유              | 해당 없음         | 만족할 만한 상황  |
| 그리스                 | 자유              | 대체로 부자유     | 뚜렷한 문제 있음  |
| 기니                   | 부분 자유         | 대체로 부자유     | 뚜렷한 문제 있음  |
| 기니비사우             | 부분 자유         | 대체로 부자유     | 뚜렷한 문제 있음  |
| 아르차흐 공화국        | 부분 자유         | 해당 없음         | 해당 없음         |
| 나미비아               | 자유              | 대체로 부자유     | 좋은 상황         |
| 나우루                 | 자유              | 해당 없음         | 만족할 만한 상황  |
| 나이지리아             | 부분 자유         | 대체로 부자유     | 어려운 상황       |
| 남수단                 | 부자유            | 해당 없음         | 어려운 상황       |
| 남아프리카 공화국      | 자유              | 중간 자유         | 만족할 만한 상황  |
| 남오세티야             | 부자유            | 해당 없음         | 해당 없음         |
| 네덜란드               | 부자유            | 대체로 자유       | 매우 심각한 상황  |
| 네팔                   | 부분 자유         | 대체로 부자유     | 뚜렷한 문제 있음  |
| 노르웨이               | 자유              | 대체로 자유       | 좋은 상황         |
| 누벨칼레도니           | 해당 없음         | 해당 없음         | 좋은 상황         |
| 뉴질랜드               | 자유              | 자유              | 좋은 상황         |
| 니제르                 | 부분 자유         | 대체로 부자유     | 만족할 만한 상황  |
| 니카라과               | 부분 자유         | 대체로 부자유     | 뚜렷한 문제 있음  |
| 대한민국               | 자유              | 대체로 자유       | 뚜렷한 문제 있음  |
| 덴마크                 | 자유              | 대체로 자유       | 좋은 상황         |
| 도미니카 공화국        | 자유              | 중간 자유         | 뚜렷한 문제 있음  |
| 도미니카 연방          | 자유              | 중간 자유         | 만족할 만한 상황  |
| 독일                   | 자유              | 대체로 자유       | 좋은 상황         |
| 동티모르               | 부분 자유         | 억압              | 뚜렷한 문제 있음  |
| 라오스                 | 부자유            | 대체로 부자유     | 매우 심각한 상황  |
| 라이베리아             | 부분 자유         | 대체로 부자유     | 뚜렷한 문제 있음  |
| 라트비아               | 자유              | 중간 자유         | 만족할 만한 상황  |
| 러시아                 | 부자유            | 대체로 부자유     | 어려운 상황       |
| 레바논                 | 부분 자유         | 대체로 부자유     | 뚜렷한 문제 있음  |
| 레소토                 | 자유              | 억압              | 뚜렷한 문제 있음  |
| 루마니아               | 자유              | 중간 자유         | 만족할 만한 상황  |
| 룩셈부르크             | 자유              | 대체로 자유       | 좋은 상황         |
| 르완다                 | 부자유            | 중간 자유         | 매우 심각한 상황  |
| 리비아                 | 부자유            | 해당 없음         | 어려운 상황       |
| 리투아니아             | 자유              | 대체로 자유       | 만족할 만한 상황  |
| 리히텐슈타인           | 자유              | 해당 없음         | 좋은 상황         |
| 마다가스카르           | 부분 자유         | 중간 자유         | 뚜렷한 문제 있음  |
| 마셜 제도              | 자유              | 해당 없음         | 만족할 만한 상황  |
| 마카오                 | 해당 없음         | 대체로 자유       | 뚜렷한 문제 있음  |
| 북마케도니아           | 부분 자유         | 중간 자유         | 어려운 상황       |
| 말라위                 | 부분 자유         | 대체로 부자유     | 뚜렷한 문제 있음  |
| 말레이시아             | 부분 자유         | 대체로 자유       | 어려운 상황       |
| 말리                   | 부분 자유         | 대체로 부자유     | 어려운 상황       |
| 멕시코                 | 부분 자유         | 중간 자유         | 어려운 상황       |
| 모나코                 | 자유              | 해당 없음         | 만족할 만한 상황  |
| 모로코                 | 부분 자유         | 중간 자유         | 어려운 상황       |
| 모리셔스               | 자유              | 대체로 자유       | 뚜렷한 문제 있음  |
| 모리타니               | 부자유            | 대체로 부자유     | 뚜렷한 문제 있음  |
| 모잠비크               | 부분 자유         | 대체로 부자유     | 뚜렷한 문제 있음  |
| 몬테네그로             | 자유              | 중간 자유         | 어려운 상황       |
| 몬트세랫               | 해당 없음         | 해당 없음         | 만족할 만한 상황  |
| 몰도바                 | 부분 자유         | 대체로 부자유     | 뚜렷한 문제 있음  |
| 몰디브                 | 부분 자유         | 대체로 부자유     | 뚜렷한 문제 있음  |
| 몰타                   | 자유              | 중간 자유         | 만족할 만한 상황  |
| 몽골                   | 자유              | 대체로 부자유     | 뚜렷한 문제 있음  |
| 미국                   | 자유              | 대체로 자유       | 만족할 만한 상황  |
| 미얀마                 | 부분 자유         | 대체로 부자유     | 매우 심각한 상황  |
| 미크로네시아 연방      | 자유              | 억압              | 만족할 만한 상황  |
| 바누아투               | 자유              | 중간 자유         | 좋은 상황         |
| 바레인                 | 부자유            | 중간 자유         | 매우 심각한 상황  |
| 바베이도스             | 자유              | 중간 자유         | 만족할 만한 상황  |
| 바하마                 | 자유              | 중간 자유         | 만족할 만한 상황  |
| 방글라데시             | 부분 자유         | 중간 자유         | 뚜렷한 문제 있음  |
| 베냉                   | 자유              | 대체로 부자유     | 뚜렷한 문제 있음  |
| 베네수엘라             | 부분 자유         | 억압              | 어려운 상황       |
| 베트남                 | 부자유            | 대체로 부자유     | 매우 심각한 상황  |
| 벨기에                 | 자유              | 중간 자유         | 좋은 상황         |
| 벨라루스               | 부자유            | 억압              | 어려운 상황       |
| 벨리즈                 | 자유              | 대체로 부자유     | 만족할 만한 상황  |
| 보스니아 헤르체고비나  | 부분 자유         | 대체로 부자유     | 뚜렷한 문제 있음  |
| 보츠와나               | 자유              | 중간 자유         | 만족할 만한 상황  |
| 볼리비아               | 부분 자유         | 억압              | 뚜렷한 문제 있음  |
| 부룬디                 | 부자유            | 대체로 부자유     | 어려운 상황       |
| 부르키나파소           | 부분 자유         | 대체로 부자유     | 만족할 만한 상황  |
| 부탄                   | 부분 자유         | 대체로 부자유     | 뚜렷한 문제 있음  |
| 북키프로스             | 자유              | 해당 없음         | 뚜렷한 문제 있음  |
| 불가리아               | 자유              | 중간 자유         | 뚜렷한 문제 있음  |
| 브라질                 | 자유              | 대체로 부자유     | 뚜렷한 문제 있음  |
| 브루나이               | 부자유            | 중간 자유         | 어려운 상황       |
| 사모아                 | 자유              | 중간 자유         | 만족할 만한 상황  |
| 사우디아라비아         | 부자유            | 중간 자유         | 매우 심각한 상황  |
| 산마리노               | 자유              | 해당 없음         | 만족할 만한 상황  |
| 상투메 프린시페        | 자유              | 억압              | 만족할 만한 상황  |
| 서사하라               | 부자유            | 해당 없음         | 어려운 상황       |
| 세네갈                 | 자유              | 대체로 부자유     | 뚜렷한 문제 있음  |
| 세르비아               | 자유              | 중간 자유         | 뚜렷한 문제 있음  |
| 세이셸                 | 부분 자유         | 대체로 부자유     | 뚜렷한 문제 있음  |
| 세인트루시아           | 자유              | 대체로 자유       | 만족할 만한 상황  |
| 세인트빈센트 그레나딘  | 자유              | 중간 자유         | 만족할 만한 상황  |
| 세인트키츠 네비스      | 자유              | 해당 없음         | 만족할 만한 상황  |
| 소말리아               | 부자유            | 억압              | 매우 심각한 상황  |
| 소말릴란드             | 부분 자유         | 해당 없음         | 해당 없음         |
| 솔로몬 제도            | 부분 자유         | 억압              | 좋은 상황         |
| 수단                   | 부자유            | 억압              | 매우 심각한 상황  |
| 수리남                 | 자유              | 대체로 부자유     | 만족할 만한 상황  |
| 스리랑카               | 부분 자유         | 대체로 부자유     | 매우 심각한 상황  |
| 에스와티니             | 부자유            | 대체로 부자유     | 어려운 상황       |
| 스웨덴                 | 자유              | 대체로 자유       | 좋은 상황         |
| 스위스                 | 자유              | 자유              | 좋은 상황         |
| 스페인                 | 자유              | 중간 자유         | 만족할 만한 상황  |
| 슬로바키아             | 자유              | 중간 자유         | 좋은 상황         |
| 슬로베니아             | 자유              | 중간 자유         | 만족할 만한 상황  |
| 시리아                 | 부자유            | 억압              | 매우 심각한 상황  |
| 시에라리온             | 부분 자유         | 대체로 부자유     | 뚜렷한 문제 있음  |
| 싱가포르               | 부분 자유         | 자유              | 어려운 상황       |
| 아랍에미리트           | 부자유            | 대체로 자유       | 어려운 상황       |
| 아르메니아             | 부분 자유         | 중간 자유         | 뚜렷한 문제 있음  |
| 아르헨티나             | 자유              | 억압              | 뚜렷한 문제 있음  |
| 아이슬란드             | 자유              | 대체로 자유       | 좋은 상황         |
| 아이티                 | 부분 자유         | 대체로 부자유     | 뚜렷한 문제 있음  |
| 아일랜드               | 자유              | 대체로 자유       | 좋은 상황         |
| 아제르바이잔           | 부자유            | 중간 자유         | 매우 심각한 상황  |
| 아프가니스탄           | 부자유            | 해당 없음         | 어려운 상황       |
| 안도라                 | 자유              | 해당 없음         | 좋은 상황         |
| 알바니아               | 부분 자유         | 중간 자유         | 뚜렷한 문제 있음  |
| 알제리                 | 부자유            | 억압              | 어려운 상황       |
| 압하지야               | 부분 자유         | 해당 없음         | 해당 없음         |
| 앙골라                 | 부자유            | 억압              | 어려운 상황       |
| 앤티가 바부다          | 자유              | 해당 없음         | 만족할 만한 상황  |
| 앵귈라                 | 해당 없음         | 해당 없음         | 만족할 만한 상황  |
| 에리트레아             | 부자유            | 억압              | 매우 심각한 상황  |
| 에스토니아             | 자유              | 대체로 자유       | 좋은 상황         |
| 에콰도르               | 부분 자유         | 억압              | 뚜렷한 문제 있음  |
| 에티오피아             | 부자유            | 대체로 부자유     | 어려운 상황       |
| 엘살바도르             | 자유              | 중간 자유         | 만족할 만한 상황  |
| 영국                   | 부자유            | 대체로 자유       | 어려운 상 황      |
| 영국령 버진아일랜드    | 해당 없음         | 해당 없음         | 만족할 만한 상황  |
| 예멘                   | 부자유            | 대체로 부자유     | 매우 심각한 상황  |
| 오만                   | 부자유            | 중간 자유         | 어려운 상황       |
| 오스트레일리아         | 자유              | 자유              | 만족할 만한 상황  |
| 오스트리아             | 자유              | 대체로 자유       | 좋은 상황         |
| 온두라스               | 부분 자유         | 대체로 부자유     | 어려운 상황       |
| 요르단강 서안 지구     | 부자유            | 해당 없음         | 어려운 상황       |
| 요르단                 | 부자유            | 중간 자유         | 어려운 상황       |
| 우간다                 | 부자유            | 대체로 부자유     | 뚜렷한 문제 있음  |
| 우루과이               | 자유              | 중간 자유         | 만족할 만한 상황  |
| 우즈베키스탄           | 부자유            | 억압              | 매우 심각한 상황  |
| 우크라이나             | 부분 자유         | 억압              | 어려운 상황       |
| 이라크                 | 부자유            | 해당 없음         | 어려운 상황       |
| 이란                   | 부자유            | 억압              | 매우 심각한 상황  |
| 이스라엘               | 자유              | 대체로 자유       | 뚜렷한 문제 있음  |
| 이집트                 | 부자유            | 대체로 부자유     | 어려운 상황       |
| 이탈리아               | 자유              | 중간 자유         | 뚜렷한 문제 있음  |
| 인도                   | 자유              | 대체로 부자유     | 만족할 만한 상황  |
| 인도네시아             | 부분 자유         | 대체로 부자유     | 어려운 상황       |
| 일본                   | 자유              | 대체로 자유       | 문제 있음         |
| 자메이카               | 자유              | 중간 자유         | 좋은 상황         |
| 잠비아                 | 부분 자유         | 대체로 부자유     | 뚜렷한 문제 있음  |
| 적도 기니              | 부자유            | 억압              | 매우 심각한 상황  |
| 조선민주주의인민공화국 | 부자유            | 억압              | 매우 심각한 상황  |
| 조지아                 | 부분 자유         | 대체로 자유       | 뚜렷한 문제 있음  |
| 중국                   | 부자유            | 대체로 부자유     | 매우 심각한 상황  |
| 중앙아프리카 공화국    | 부자유            | 억압              | 뚜렷한 문제 있음  |
| 중화민국               | 자유              | 대체로 자유       | 만족할 만한 상황  |
| 지부티                 | 부자유            | 대체로 부자유     | 매우 심각한 상황  |
| 짐바브웨               | 부자유            | 억압              | 어려운 상황       |
| 차드                   | 부자유            | 억압              | 어려운 상황       |
| 체코                   | 자유              | 대체로 자유       | 좋은 상황         |
| 칠레                   | 자유              | 대체로 자유       | 만족할 만한 상황  |
| 카메룬                 | 부자유            | 대체로 부자유     | 어려운 상황       |
| 카보베르데             | 자유              | 중간 자유         | 만족할 만한 상황  |
| 카자흐스탄             | 부자유            | 중간 자유         | 어려운 상황       |
| 카타르                 | 부자유            | 대체로 자유       | 뚜렷한 문제 있음  |
| 캄보디아               | 부자유            | 대체로 부자유     | 어려운 상황       |
| 캐나다                 | 자유              | 대체로 자유       | 좋은 상황         |
| 케냐                   | 부분 자유         | 대체로 부자유     | 뚜렷한 문제 있음  |
| 코모로                 | 부분 자유         | 대체로 부자유     | 만족할 만한 상황  |
| 코소보                 | 부분 자유         | 해당 없음         | 뚜렷한 문제 있음  |
| 코스타리카             | 자유              | 중간 자유         | 좋은 상황         |
| 코트디부아르           | 부분 자유         | 대체로 부자유     | 뚜렷한 문제 있음  |
| 콜롬비아               | 부분 자유         | 대체로 자유       | 어려운 상황       |
| 콩고 공화국            | 부자유            | 억압              | 뚜렷한 문제 있음  |
| 콩고 민주 공화국       | 부자유            | 억압              | 어려운 상황       |
| 쿠바                   | 부자유            | 억압              | 매우 심각한 상황  |
| 쿠웨이트               | 부분 자유         | 중간 자유         | 뚜렷한 문제 있음  |
| 크로아티아             | 자유              | 중간 자유         | 뚜렷한 문제 있음  |
| 키르기스스탄           | 부분 자유         | 중간 자유         | 뚜렷한 문제 있음  |
| 키리바시               | 자유              | 억압              | 만족할 만한 상황  |
| 키프로스               | 자유              | 중간 자유         | 만족할 만한 상황  |
| 태국                   | 부자유            | 중간 자유         | 어려운 상황       |
| 타지키스탄             | 부자유            | 대체로 부자유     | 어려운 상황       |
| 탄자니아               | 부분 자유         | 대체로 부자유     | 뚜렷한 문제 있음  |
| 튀르키예               | 부분 자유         | 중간 자유         | 어려운 상황       |
| 토고                   | 부분 자유         | 억압              | 뚜렷한 문제 있음  |
| 통가                   | 자유              | 대체로 부자유     | 뚜렷한 문제 있음  |
| 투르크메니스탄         | 부자유            | 억압              | 매우 심각한 상황  |
| 투발루                 | 자유              | 해당 없음         | 만족할 만한 상황  |
| 튀니지                 | 자유              | 대체로 부자유     | 어려운 상황       |
| 트란스니스트리아       | 부자유            | 해당 없음         | 해당 없음         |
| 트리니다드 토바고      | 자유              | 중간 자유         | 만족할 만한 상황  |
| 티베트                 | 부자유            | 해당 없음         | 해당 없음         |
| 파나마                 | 자유              | 중간 자유         | 뚜렷한 문제 있음  |
| 파라과이               | 부분 자유         | 중간 자유         | 뚜렷한 문제 있음  |
| 파키스탄               | 부분 자유         | 대체로 부자유     | 어려운 상황       |
| 파푸아뉴기니           | 부분 자유         | 대체로 부자유     | 뚜렷한 문제 있음  |
| 팔라우                 | 자유              | 해당 없음         | 만족할 만한 상황  |
| 팔레스타인             | 부자유            | 해당 없음         | 어려운 상황       |
| 페루                   | 자유              | 중간 자유         | 뚜렷한 문제 있음  |
| 포르투갈               | 자유              | 중간 자유         | 만족할 만한 상황  |
| 폴란드                 | 자유              | 중간 자유         | 좋은 상황         |
| 푸에르토리코           | 자유              | 해당 없음         | 만족할 만한 상황  |
| 프랑스                 | 자유              | 중간 자유         | 만족할 만한 상황  |
| 프랑스령 기아나        | 자유              | 중간 자유         | 만족할 만한 상황  |
| 피지                   | 부분 자유         | 대체로 부자유     | 뚜렷한 문제 있음  |
| 핀란드                 | 자유              | 대체로 자유       | 좋은 상황         |
| 필리핀                 | 부분 자유         | 중간 자유         | 어려운 상황       |
| 헝가리                 | 자유              | 중간 자유         | 뚜렷한 문제 있음  |
| 홍콩                   | 부분 자유         | 자유              | 뚜렷한 문제 있음  |

## 같이 보기
- 민주주의-독재 지수
- 부패 인식 지수
- 기업환경평가
- 프리덤 하우스
- 세계 자유 지수
- 가격 투명성
- 유엔 의회